# Distributed Sender Blackhole List
Distributed Sender Blackhole List (DSBL) とは、かつて存在したDNSBLの1つで、スパムの温床となる第三者中継が可能なSMTPサーバやOpen Proxy（公開プロクシ）サーバ等のIPアドレスのブラックリストである。前身は、Distributed Server Boycott List（DSBL）およびOpen Relay Blackhole Zone (ORBZ)。
2008年5月ごろにサービスを終了している。終了告知
IPアドレスはいくつかのDNSゾーンに登録され、AレコードやTXTレコードを検索することであるIPアドレスがリストに登録されているかどうか調べることができた。
メールサーバでは、このDSBLのデータベースを参照し、登録されているサーバからのスパムを拒否する設定になっていることが多かった。また、一部の電子掲示板でも、掲示板スパム（荒らし）回避のため、DSBLに登録されているIPアドレスからのアクセスを公開プロクシと認識してはねる設定になっていた。